# Laidumaa
Laidumaa är en obebodd ö söder om Ösel i västra Estland. Den ligger i Lääne-Saare kommun i landskapet Saaremaa, 190 km sydväst om huvudstaden Tallinn. Laidumaa ligger mellan halvön Suur-Tulpe poolsaar i norr vilken vuxit ihop med Ösels sydkust och ön Väike-Tulpe saar i söder. Öns högsta punkt är enbart en meter över havet och arean är 0,25 kvadratkilometer.